# Afonso Gómez de Sarria
Afonso (o Álvaro) Gómez de Sarria fue un juglar gallego del siglo XIII. Un instituto de educación secundaria de Sarria lleva su nombre.  

## Biografía
No se conservan datos biográficos. Por su obra conservada se sabe que es de la zona de Sarria, en la provincia de Lugo y que estaría activo en época de Alfonso X o Sancho IV, siendo de una generación posterior a Martin Moxa.

## Obra
Tan solo se conserva una obra, concretamente una cantiga de escarnio y maldecir a Martin Moxa.